# Fernando Viola Sánchez
Fernando Viola Sánchez (Jerez de la Frontera, España, 23 de enero de 1897-23 de noviembre de 1977) fue un abogado, periodista, cineasta.

## Biografía
Casado en 1940 con María Teresa Aristiguieta Olasagasti, con la que tuvo dos hijas.
Se inicia en el mundo del cine en 1917, cuando su amigo de infancia, Antonio Calvache, le hace participar en la película, La España trágica, rodada parcialmente en Jerez. Con él colaborará más adelante en otras producciones cinematográficas, como La Chica del gato (1926), Los vencedores de la muerte (1927 o Boy (1940), adaptación, esta última, de la novela homónima del escritor jerezano Padre Luis Coloma. 
En 1925 se traslada a Madrid para estudiar la carrera de Derecho, ejerciendo en ese tiempo, de 1926 a 1927, como responsable del noticiario Ediciones Cinematográficas de la Nación.
Durante la celebración, en Sevilla, del II Congreso del Comercio Español de Ultramar, que tuvo lugar en 1929 en el contexto de la Exposición Iberoamericana, manifestó su idea de llevar a cabo un Congreso sobre el cine donde estuvieran representados todos los países de América Latina.
Con tal motivo fue elegido Secretario General, y ostentado la representación española, de I Congreso Hispanoamericano de Cinematografía que se desarrolló en Madrid del 2 al 12 de octubre de 1931. Los  objetivos establecidos en el mismo se frustraron debido a la situación política vivida en España en los años siguientes y la Guerra Civil.
En la posguerra ejerció diversas actividades oficiales en el sector cinematográfico: Secretario Permanente de la Unión Cinematográfica Hispano-Americana, director del Instituto de Cinematografíco Ibero-Americano y responsable de la programación de cine en la emisora de Radio Transradio Española para América. Y en la industria del cine español trabajó como jefe de producción de varias películas.
En 1945 funda el Círculo de Escritores Cinematográficos, del que fue primer presidente.

## Obras
- Producción cinematográfica (Madrid, Imprenta Clásica Española, 1929).
- Hacia un Congreso Hispanoamericano de Cinematografía (Madrid, Mundo Literario, 1930).
- Congreso Hispanoamericano de Cinematografía (Madrid, Hijos de M. G. Hernández, 1932).
- La cinematografía y las relaciones hispanoamericanas (Madrid, Instituto Cinematográfico Ibero Americano, 1932)
- Implantación del cine sonoro y hablado en España (Madrid, Instituto Cinematográfico Ibero Americano, 1956).

Una calle en Jerez lleva su nombre a propuesta de la asociación cultural Cine-Club Popular de Jerez.